# Río Passirio
Río Passirio (en alemán Passer) es un arroyo que surge en las inmediaciones del Passo del Rombo (paso fronterizo italo-austríaco), en el Tirol del Sur y, después de haber atravesado el Val Passiria, confluye en Merano con el río Adigio. 
La principal localidad que atraviesa es San Leonardo in Passiria. 
En la localidad de Merano, donde confluye con el Adigio, se desarrollan importantes competiciones de piragüismo.